# Aedes subalbitarsis
Aedes subalbitarsis är en tvåvingeart som beskrevs av Knight och Harry Hoogstraal 1946. Aedes subalbitarsis ingår i släktet Aedes och familjen stickmyggor. Inga underarter finns listade i Catalogue of Life.